# Ла-Антигуа (Іспанія)
Ла-Антигуа (ісп. La Antigua) — муніципалітет в Іспанії, у складі автономної спільноти Кастилія-і-Леон, у провінції Леон. Населення — 483 особи (2010).
Муніципалітет розташований на відстані близько 260 км на північний захід від Мадрида, 48 км на південь від Леона.
На території муніципалітету розташовані такі населені пункти: (дані про населення за 2010 рік)
- Ла-Антигуа: 38 осіб
- Аудансас-дель-Вальє: 199 осіб
- Касануекос: 40 осіб
- Грахаль-де-Рібера: 101 особа
- Рібера-де-ла-Польвороса: 105 осіб

## Демографія
Динаміка населення (INE ):